# یواس‌اس بیتی (دی‌دی-۶۴۰)
یواس‌اس بیتی (دی‌دی-۶۴۰) (به انگلیسی: USS Beatty (DD-640)) یک کشتی بود که طول آن ۳۴۸ فوت ۳ اینچ (۱۰۶٫۱۵ متر) بود. این کشتی در سال ۱۹۴۱ ساخته شد.